# Pluto som flyglärare
Pluto som flyglärare (engelska: Pluto's Fledgling) är en amerikansk animerad kortfilm med Pluto från 1948.

## Handling
En fågelunge försöker lära sig flyga och landar i Plutos matskål. Han lyckas rädda den och lämnar tillbaka den i boet, men när fågelungen försöker flyga igen bestämmer sig Pluto för att ge den flyglektioner.

## Om filmen
Filmen hade svensk premiär den 5 december 1949 på Sture-Teatern i Stockholm och ingick i kortfilmsprogrammet Kalle Anka och tre små grisar tillsammans med sexkortfilmer till; Kapten Anka, Familjens olycksfågel (ej Disney), Vågryttaren - en film om surfing och undervattensfiske (ej Disney), Jan Långbens lockbete, Kalle Anka och ekorrarna och Tre små grisar.
Filmen visades även som separat kortfilm på biografen Spegeln i Stockholm den 9 januari 1950.

## Rollista
- Pinto Colvig – Pluto[4]